# Kurt Dainas
Kurt Waldemar Dainas (* 29. Juni 1896 in Tessendorf bei Marienburg im Kreis Stuhm; † unbekannt) war ein deutscher Sportpädagoge und Hochschullehrer.

## Leben
Kurt Dainas entstammte einer Lehrerfamilie; sein Vater, Gustav Dainas (1860–1938), war Lehrer, während seine Mutter, Berta (geb. Unselt, * 1863), Hausfrau war. 
Nach dem Abschluss der Volksschule im Jahr 1910 in Tessendorf besuchte er von 1910 bis 1914 die Präparandie in Preußisch Stargard in Pommern, wo er sich auf seinen späteren Beruf als Lehrer vorbereitete. In den Jahren des Ersten Weltkriegs kämpfte er von 1914 bis 1918 und erreichte den Rang eines Vizefeldwebels.
Nach dem Krieg setzte er seine Ausbildung fort und besuchte von 1919 bis 1920 das Lehrerseminar in Marienburg. 1920 legte er die erste Lehrerprüfung ab und arbeitete anschließend von 1920 bis 1926 als Lehrer in Altfelde in Westpreußen. Im Jahr 1924 folgte die zweite Lehrerprüfung, die ihm die endgültige Anstellung im Schuldienst ermöglichte.
Von frühester Jugend an war er sportlich aktiv und errang mehrere Meistertitel. Sein Engagement galt nicht nur dem Unterricht, sondern auch der Jugendpflege, insbesondere für die ländliche Jugend. 1921 wurde er zum Kreisjugendpfleger des Kreises Marienburg gewählt und bekleidete dieses Amt ehrenamtlich bis zum Beginn seines Hochschulstudiums.
Seine akademische Laufbahn setzte er von 1926 bis 1927 an der Deutschen Hochschule für Leibesübungen in Berlin-Spandau fort, wo er 1927 das Staatsexamen als Turn-, Sport-, Ruder- und Schwimmlehrer sowie als Lehrer für orthopädisches Schulturnen ablegte. In der Zeit von 1927 bis 1930 war Kurt Dainas als Turn- und Sportlehrer in Elbing in Ostpreußen tätig und wurde vom Stadtparlament zum Fachberater im Stadtamt für Leibesübungen ernannt. 1929 übertrug ihm die Pädagogische Akademie Elbing die methodische Ausbildung der Studenten im Schulunterricht. Bei Lehrgängen für Erziehung und Unterricht der Junglehrer-Arbeitsgemeinschaften, in den Kreisen Elbing und Marienburg, wurde er mehrmals als Lehrkraft für die körperliche Erziehung eingesetzt. 
Als vom Kultusminister Carl Heinrich Becker 1930 durch das Gesetz das Turnphilologen-Studium an den Universitäten grundlegend neu geregelt wurde, erhielt Kurt Dainas durch das Ministerium für Wissenschaft, Kunst und Volksbildung eine Berufung an das Institut für das Studium der Leibesübungen und der körperlichen Erziehung an der Universität Berlin. 
Im November 1932 wurde er, auf Vorschlag von Edmund Neuendorff, Direktor der Hochschule für Leibesübungen Berlin, von der türkischen Regierung an das Staatliche Institut für Leibesübungen am Gazi-Bildungsinstitut (siehe Gazi Üniversitesi) in Ankara berufen, wo er die Leitung des Instituts übernahm, um beim Neuaufbau des türkischen Sports zu unterstützen. 1936 begleitete er eine türkische Sportstudenten-Mannschaft zu den olympischen Wettkämpfen (siehe Olympische Sommerspiele 1936) in Berlin.
Kurt Dainas trat zum 1. August 1937 in Ankara in die NSDAP ein (Mitgliedsnummer 4.009.478), er war auch Mitglied im Reichskolonialbund. Seine Tätigkeit als Direktor des Instituts für Leibesübungen in Ankara musste er im Oktober 1939 aufgrund der Kriegsverhältnisse und der neuen Bedingungen der türkischen Regierung aufgeben und kehrte darauf nach Deutschland zurück. In den Jahren 1939 und 1940 war er als wissenschaftlicher Angestellter am Hochschulinstitut für Leibesübungen der Universität Berlin tätig.
Während des Zweiten Weltkriegs und danach war Kurt Dainas von 1940 bis 1946 Sportlehrer und Lehrbeauftragter am Institut für Leibesübungen und körperliche Erziehung der Universität Rostock. Zum 1. April 1940 wurde er dessen stellvertretender Leiter und hatte diese Position bis zum 31. Januar 1946 inne. Nach Kriegsende engagierte er sich für die Aufbauarbeit in der Jugendgruppe der Freien Deutsche Jugend (FDJ) Brinckmansdorf für Laienspiel und Sport und übernahm die sportliche Betreuung von FDJ-Jugendgruppen in Rostock.
In den Jahren 1946 bis 1949 arbeitete er als Privatsportlehrer in Rostock, bevor er 1949 eine Lehrbeauftragtenstelle an der Universität Rostock annahm, wo er ab 1950 als Dozent für Körpererziehung tätig war. 1961 wurde er emeritiert, setzte jedoch seine Lehrtätigkeit bis 1963 fort.
In der akademischen Selbstverwaltung war er von 1940 bis 1946 stellvertretender Institutsleiter für Leibesübung und körperliche Erziehung an der Universität Rostock und von 1950 bis 1961 Direktor des Instituts für körperliche Erziehung und Schulhygiene, das 1952 zu einem eigenständigen Institut für Körpererziehung und ab 1956 in die Philosophische Fakultät eingegliedert wurde.
Seit 1949 war er im Freien Deutschen Gewerkschaftsbund (FDGB), im Vorstand der Hochschulsportgemeinschaft (HSG) Wissenschaft und der FDJ aktiv und engagierte sich seit 1950 in der Deutsch-Sowjetischen Freundschaft (DSF).
Im Jahr 1968 entschied Kurt Dainas sich für eine legale Übersiedlung nach Westdeutschland. Über sein weiteres Leben sind keine Informationen bekannt.